# 雲母 (雑誌)

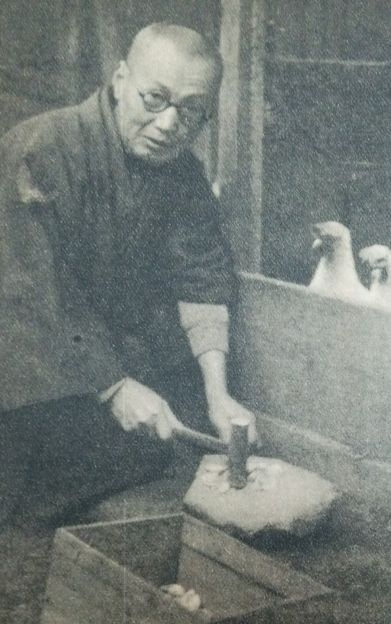
飯田蛇笏

「雲母」（うんも）は、日本の俳誌。飯田蛇笏（いいだ だこつ）、およびその息子の飯田龍太が主宰した。
飯田蛇笏（1885年 - 1962年）は山梨県東八代郡五成村（現在の笛吹市境川町小黒坂）の農家に生まれ、1905年（明治38年）に早稲田大学に入学すると若山牧水らと知り合い、投句を行う。1909年（明治42年）に大学を卒業すると帰郷し、稼業を行いつつ山梨県を拠点に俳句活動を継続した。
1915年（大正5年）5月、愛知県にて円山恵正の編集発行により「キラヽ」として創刊。同年6月の第2号より飯田蛇笏を選者に迎え、それ以前に蛇笏が選をしていた九州の「火の国吟社」の人々が合流し活況を帯びる。当時の「キラヽ」には西島麦南などの有力俳人が参加した。1917年11月より蛇笏の主宰誌となり、12月に「雲母」に改称。当初は「雲母」で「きらら」の読みであった。
1925年（大正14年）、発行所を山梨県甲府市に移し、1926年（大正15年）9月には経理部を山梨県中巨摩郡大鎌田村（現在の甲府市高室町）の高室呉龍宅に移転する。1930年（昭和5年）12月より境川村の蛇笏宅「山盧（さんろ）」が発行所となった。
1945年7月6日に印刷所が甲府空襲で被災したことにより休刊、戦後の1946年3月号より復刊する。発行所は東京の石原舟月宅に移るが、1950年4・5月号よりふたたび蛇笏邸が発行所となった。1960年4月号より飯田龍太選の「作品」欄を新設。蛇笏は戦後も『雲母』の発行や各地での句会を行っていたが、同年10月に死去する。蛇笏の子息は多くが病死・戦死しており、生き残った四男の龍太が主宰を継承する。1992年8月、蛇笏の没後30周年を期に900号で廃刊。主宰が存命中に自らの意志で主宰誌を廃刊したことで、世襲制を常とする俳句結社の在りかたに一石を投じた。龍太は2007年（平成19年）に死去する。
『雲母』は個々人の生活・人生を背景としつつ、自然の持つ奥深い季節感を表現する俳句が特色であった。廃刊の翌年には、廣瀬直人により後継誌として「白露」が創刊、俳壇有数の結社となっていたが、2012年に主宰の廣瀬が病に倒れたため廃刊。2013年、「雲母」「白露」のさらなる後継誌として、井上康明が「郭公」を創刊した。

## 主な参加者
括弧内は各自の主宰誌・同人代表誌を示す。退会者なども含む。
- 浅井一志
- 石原舟月
- 石原八束（「秋」）
- 井上康明（「郭公」）
- 柴田白葉女（「俳句女園」）
- 高橋淡路女
- 友岡子郷（「椰子」）
- 西尾一（「撫子」）
- 西島麦南
- 長谷川久々子（「青樹」）
- 長谷川双魚（「青樹」）
- 廣瀬直人（「白露」）
- 福田甲子雄
- 文挾夫佐恵（「秋」）
- 松澤昭（「秋」「四季」）
- 松村蒼石（「玉虫」）
- 本宮哲郎

## 関連人物
- のむら清六 - 画家。表紙を手がけた。